# Toyota Curren

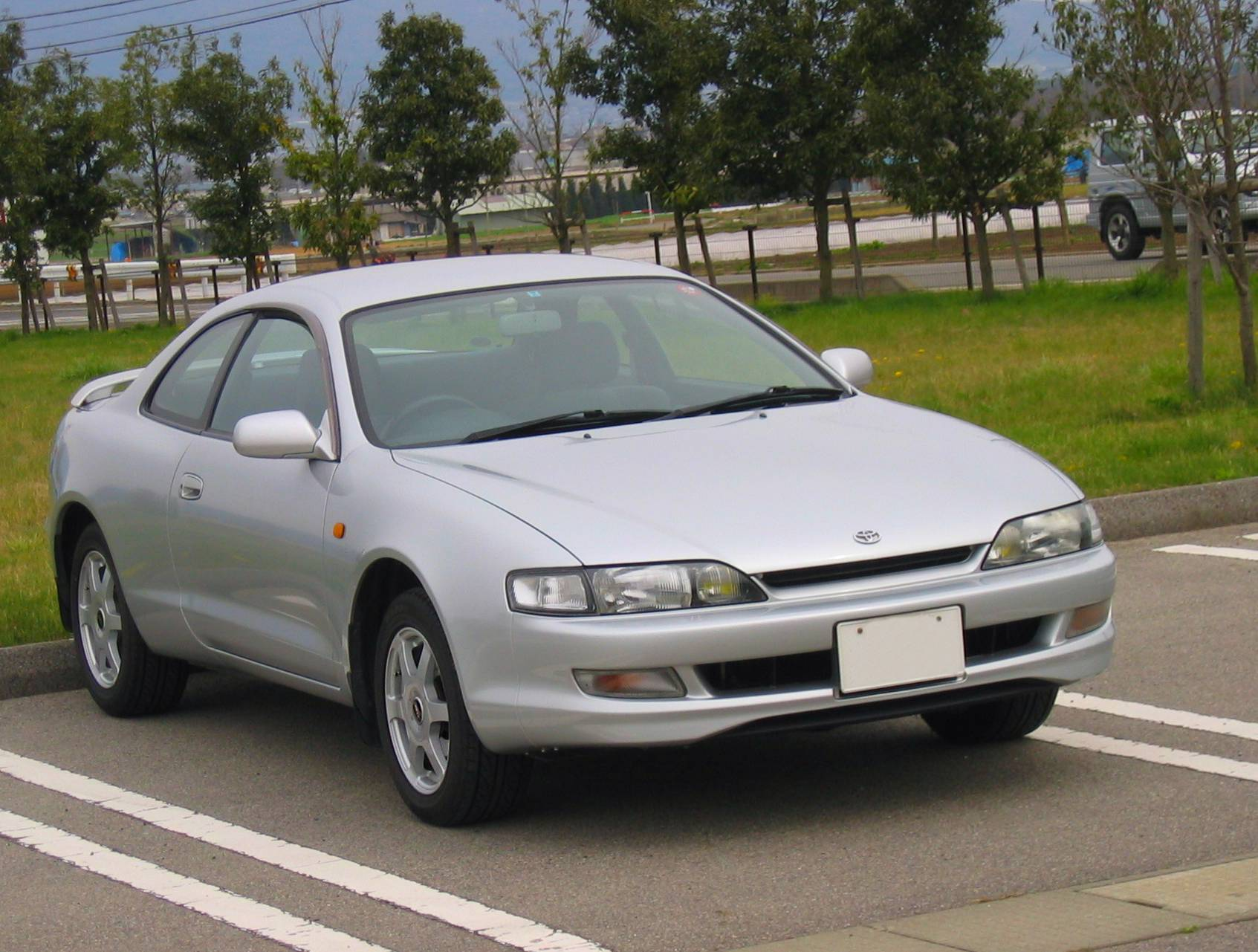

De Toyota Curren is een compacte notchback sportcoupé die gebouwd werd door Toyota van 1994 tot 1999 voor de Japanse markt. Een beperkt aantal modellen werden verkocht in de Caraïben, Zuidoost-Azië, Zuid-Afrika en de Verenigde Staten. Dit model is gebaseerd op de zesde generatie Toyota Celica, en deelt het interieur en ontwerp van de achterzijde met dit model. De Curren heeft rechthoekige koplampen, waar de Celica vier ronde koplampen heeft. Daarnaast heeft de Curren een langere kofferbak dan de Celica. De wielbasis is echter wel gelijk.

## Uitvoeringen
De Toyota Curren was leverbaar in verschillende uitvoeringen. Alle modellen werden standaard uitgevoerd met mistlampen voor, elektrische ramen en centrale deurvergrendeling. Optioneel waren lichtmetalen velgen, antiblokkeersysteem en een zonnedak leverbaar. 

#### TS (ST208)
De Curren TS werd beschikbaar vanaf juni 1996 en vormde vanaf toen het basismodel van de Toyota Curren. De TS-uitvoering werd uitgevoerd met de 1,8 liter 4S-FE viercilinder benzinemotor, en kon uitgevoerd worden met de S50 handgeschakelde vijfversnellingsbak of de A140E ECT-S viertraps automatische transmissie. De Toyota Curren TS heeft een maximaal vermogen van 92 kW of 125 pk bij 6000 tpm en een maximaal koppel van 161,8 Nm bij 4600 tpm.

##### TS Private Selection (ST208)
De TS Private Selection-uitvoering werd standaard uitgevoerd met een achterruitwisser en achterspoiler.

#### FS (ST206)
De Curren FS vormde vanaf introductie, tot aan de introductie van de TS-uitvoering, het instapmodel. Deze uitvoering kwam met de 2,0 liter 3S-FE viercilinder lijnmotor en een handgeschakelde vijfversnellingsbak. Als optie kon een automatische transmissie worden gekozen. De Toyota Curren FS heeft een maximaal vermogen van 103 kW of 140 pk bij 6000 tpm en een maximaal koppel van 186,3 Nm bij 4400 tpm.

#### XS (ST206)
De XS-uitvoering werd standaard uitgerust met de 2,0 liter 3S-FE motor. De Curren XS heeft standaard een handgeschakelde vijfversnellingsbak en tegen meerprijs een automatische transmissie. De XS heeft automatische airconditioning. De Toyota Curren XS heeft een maximaal vermogen van 103 kW of 140 pk bij 6000 tpm en een maximaal koppel van 186,3 Nm bij 4400 tpm.

##### XS Touring Selection (ST207)
De XS Touring Selection werd standaard uitgevoerd met vierwielbesturing en Toyota Active Control Suspension (TACS). Deze uitvoering met vierwielbesturing verkleinde de draaicirkel van 5,2 meter naar 4,7 meter.

##### XS Limited (ST206)
De XS Limited werd geleverd met een achterspoiler en audiosysteem. Daarnaast was de carrosseriekleur paarsblauw mica metallic exclusief voor deze uitvoering leverbaar.

##### XS S package (ST206)
De Curren XS S package werd geleverd met achterspoiler, achterruitwisser en 15-inch lichtmetalen velgen.

#### ZS (ST206)
De ZS-uitvoering is de meest rijk uitgeruste uitvoering van de Toyota Curren. De ZS werd geleverd met de 2,0 liter 3S-GE viercilinder lijnmotor. De Toyota Curren ZS heeft een maximaal vermogen van 132 kW of 180 pk bij 7000 tpm (handgeschakeld), 125 kW of 170 pk bij 6600 tpm (automaat) en een maximaal koppel van 191,2 Nm bij 4800 tpm.

##### ZS Sports Selection (ST206)
De Curren ZS Sport Selection werd standaard uitgerust met de S54 handgeschakelde vijfversnellingsbak met een limited slip differentieel.

##### ZS S package (ST206)
De Curren ZS S package werd geleverd met achterspoiler, achterruitwisser en 15-inch lichtmetalen velgen.